# Cersobleptes

Cersobleptes (Κερσοβλέπτης) fue un rey de los tracios odrisios, hijo del rey odrisio de Tracia Cotis I, al que sucedió a su muerte en 359 a. C., si bien una parte del reino pasó a sus hermanos Berisades y Amádoco II. 
Como era muy joven, el poder quedó en manos de un aventurero de Eubea, ministro en la corte, en la que había entrado por matrimonio, y que se llamaba Caridemo. Este regente negoció con Atenas la posesión del Quersoneso y aunque hubo allí alguna resistencia finalmente en 357 a. C. el Quersoneso pasó a los atenienses que no lo ocuparon con sus colonos hasta 353 a. C.
Parece que Cersobleptes planeó un ataque al Quersoneso ateniense en alianza con Filipo II de Macedonia, pero Amádoco no concedió permiso a los macedonios para cruzar por su territorio y el ataque nunca se produjo. 
Después, Filipo fue enemigo de los tracios odrisios (Filipo emprendió una expedición en 352 a. C. y se llevó a un hijo de Cersobleptes como rehén). Al mismo tiempo, Cersobleptes fue considerado aliado de Atenas, pero a la muerte de Berisades en 356 a. C., Cersobleptes (seguramente aconsejado por Caridemo) quiso expulsar a Cetriporis, el hijo de este rey (352 a. C.), para lo que los atenienses le dieron el visto bueno.
En 346 a. C., Atenas y Macedonia firmaron la paz, pero Filipo y Cersobleptes continuaron en guerra. Cuando la segunda embajada ateniense llegó a Pella, el rey Filipo estaba a Tracia, en la guerra, y no volvió hasta que consiguió derrotar a Cersobleptes. En los tres años siguientes, Cersobleptes recuperó poder y se desligó de la influencia macedonia dejando de pagar el tributo y continuó con los ataques a las ciudades griegas del Helesponto. Filipo marchó a Tracia, derrotó a Cersobleptes en diversas batallas y estableció como rey vasallo a Seutes III (341 a. C.), con un fuerte tributo anual. No se sabe si Cersobleptes murió o abdicó en Seutes.